# Schmiss

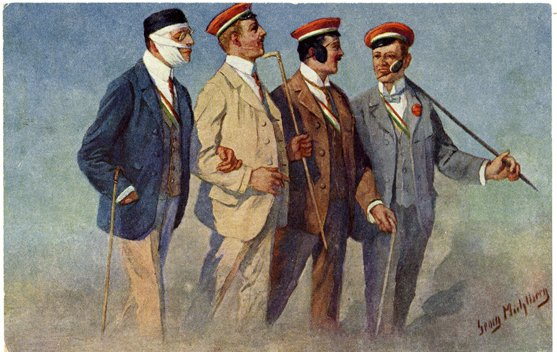
Georg Mühlberg: "Renommierbummel" (en 1900): Estudiantes con Schmissen recientes paseando, probablemente en la mañana siguiente a un Pauktag

El Schmiss es una herida que produce una cicatriz, producida durante un Mensur, en la que combaten los estudiantes de las Studentenverbindungen. En el Mensur es primordial no retirarse. Esta situación de combate debe disciplinar a los participantes en el posible sufrimiento de heridas, sin que muestren evidencias externas de miedo. El ejercicio del coraje al superar el miedo es el verdadero objetivo del Mensur.
La cura de los Schmisses generalmente la lleva a cabo el Paukartz presente en el Mensur.
En la segunda mitad del siglo XIX y hasta la década de 1930 el Schmiss era la identificación por excelencia del ámbito académico en Centroeuropa, y se mostraba con orgullo, pues se identificaba con el ideal del hombre enérgico, bravo, que no se intimida ante situaciones comprometidas.
Muchos jóvenes aspiraban a personificar ese ideal, así que supuestamente empleaban métodos para convertir una pequeña herida en una cicatriz de la que pudieran sentirse orgullosos, por ejemplo frotándola con sal o insertando crines de caballo para dificultar la curación y favorecer la aparición de la cicatriz. El empleo de crines servía también para drenar, y tenía por tanto reminiscencias médicas. Aunque el frotamiento con sal puede ser parte de la leyenda del Mensur, era sin embargo más frecuente el estiramiento de las heridas o Schmissziehen, por la que se interrumpía su curación. El Schmissziehen estaba estrictamente prohibido en muchas Studentenverbindungen.

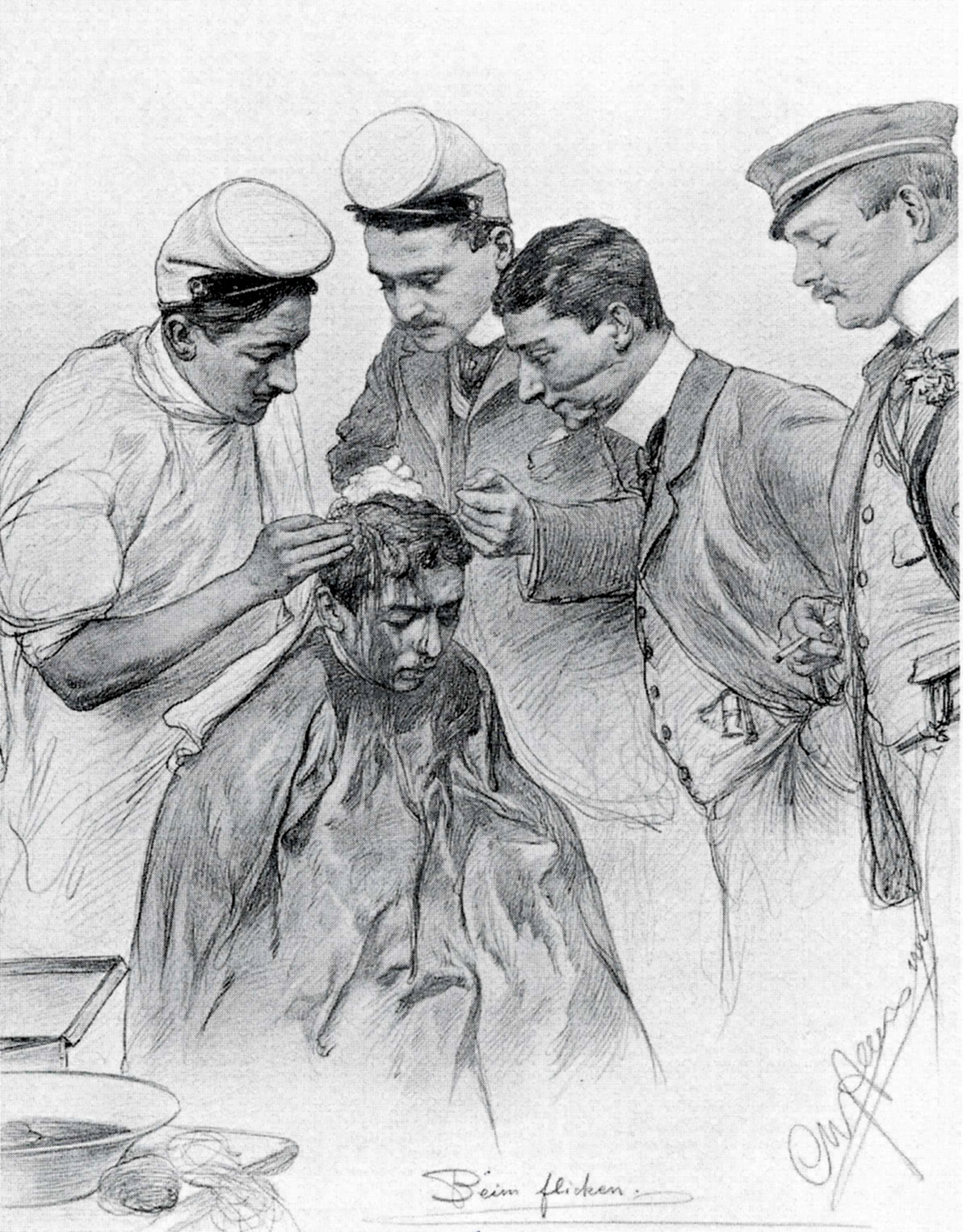
Christian Wilhelm Allers: "Beim flicken", 1902, cuidado de una herida reciente por el Paukarzt

Se estima que en el Imperio alemán anterior a la Primera Guerra Mundial se llevaban a cabo 12.000 Mensuren anualmente.